# 濡须之战 (213年)
濡须之战，又作濡须口之战，是發生於东汉建安十八年（213年）在濡須口（今安徽巢湖東）的一場戰役。此戰由曹操主動進擊，孫權領兵成功抵禦，逼使曹操退兵。

## 背景
赤壁之戰後，曹操任命廬江人謝奇為蘄春典農，在皖縣屯田，並屢次出兵侵犯孫權轄境。時孫權所任的偏將軍、尋陽令呂蒙派人誘降謝奇，然遭謝奇拒絕，呂蒙隨後就找機會進攻謝奇。謝奇被逼退走後其部將孫子才及宋豪等帶著家眷老弱歸降呂蒙。
作為回應，曹操遂於建安十七年（212年）十月出兵濡須口，孫權早已有預聞，遂聽取呂蒙所議在濡須夾水口建濡須塢，以此作好防禦準備。

## 戰役
建安十八年正月，曹軍兵進濡須口，並攻破孫權的江西營，俘獲都督公孫陽，孫權帶領七萬兵往濡須抵禦曹軍，以朱然分管濡須塢與三關屯，拜偏將軍。
曹操派數千人乘油船乘夜渡江，意图占领中洲，截断濡须坞与江东联系的水道，但随即被孙权水师歼灭，俘获三千人，淹死数千人。孙权命令董袭率楼船巨舰停在濡须水口，准备阻击曹军船队顺流入江，不幸遇风倾覆，董袭身亡。因轻敌没有听从堂兄丹杨太守绥远将军孙瑜稳重为上的建议，孙权作战也失利。
兩軍及後相持，孫權屢屢挑戰之下曹操仍嚴軍不動也不出戰。孫權於是乘輕船自濡須口入偃月塢，向曹軍陣地前進，曹操知孫權要來看曹軍陣壘，於是勒令大軍嚴整待敵，箭矢不得亂發。孫權的船走了五六里後回頭響起鼓吹音樂，曹操見孫軍無論船隊還是上面的兵器及士兵都整齊嚴肅，感歎道：「生兒子就應當像孫仲謀那樣，劉景升的兒子就像豬狗那樣！」接著孫權就寫信給曹操稱「春天融雪的大水要來了，你應該快點離去。」另外一張紙就寫：「足下不死，我不得安寧。」曹操於是退軍。
此戰期間，曹操不聽州別駕蔣濟勸諫，遷徙淮南百姓，導致江淮廬江、九江、蘄春、廣陵等郡十餘萬百姓投奔孫吳。

## 結果
- 此戰孫權力排眾議，聽從呂蒙建議修建濡須塢，增強了對曹操南攻的防禦能力，此塢遂成為軍事要地，並設立濡須督一職，蔣欽、周泰及朱桓等孫吳名將皆先後出任，此塢在隨後兩場濡須口之戰亦是重要據點。直到孫吳滅亡，濡須都沒有被北方中原政權正面突破。
- 百姓大量逃跑使得江西空虛，曹操在合肥以南只剩下皖城一個據點，次年即被孫權攻取。
- 此战前，与孙权结盟的荆州牧刘备正入川协助益州牧刘璋防御，孙权向刘备求援，刘备因此以救援孙权为由向刘璋索要兵马钱粮并假意离川返荆，实则伺机发难，最终引发了二刘之间的益州之战并夺取了益州。

## 参战人员
| - 曹操，指挥。 | - 孙权，指挥。 - 吕蒙，助孙权指挥军队。 - 孙瑜，丹杨太守绥远将军。 - 公孫陽，江西大營都督。 |

## 相关典故

### 草船借箭
據《魏略》，孫權乘船視察曹軍時曹操曾命令軍隊向孫權的船大發箭矢，孫權的船一舷受箭過多快要翻側，孫權於是下令船隻轉向回頭，讓船的另一舷受箭，待兩邊的箭量平衡後就回到駐點《三國志·吳主傳》裴注引《魏略》曰：權乘大船來觀軍，公使弓弩亂發，箭著其船，船偏重將覆，權因迴船，復以一面受箭，箭均船平，但這與《吳歷》所記載不同。此事被视为《三国演义》诸葛亮“草船借箭”的原型，但《魏略》記载当日並無大雾，孙权也沒有如《三国演义》中诸葛亮那样在船上扎草人误导曹操。

## 分歧记载
- 司马光《资治通鉴》据《三国志·甘宁传》注引《江表传》，将其中所载的“曹公出濡须，号步骑四十万”“权率众七万应之”及孙权部将甘宁“百骑劫营”记载在213年。宋杰《三国兵争要地与攻守战略研究》根据<甘宁传>将此事记载在建安十九年（214年）其攻破皖城后，认为这些事都发生在217年的濡须口之战而非213年。
- 《建康实录》将濡须之战 (222-223年)误记为建安十八年（213年）的第一次濡须口之战，且将战斗结果记载为“枭其将诸葛虎”“首虏三千人而还”。

## 相关页面
- 东汉末年群雄割据
- 赤壁之战
- 濡须口之战 (217年)
- 逍遥津之战
- 濡须之战 (222-223年)
- 三国